# Адмета
Адмета (др.-греч. Ἀδμήτη) — персонаж греческой мифологии из аргосского цикла, дочь Еврисфея. Упоминается в источниках в связи с девятым подвигом Геракла. По одной из версий мифа, была жрицей Геры на Самосе.

## В мифологии

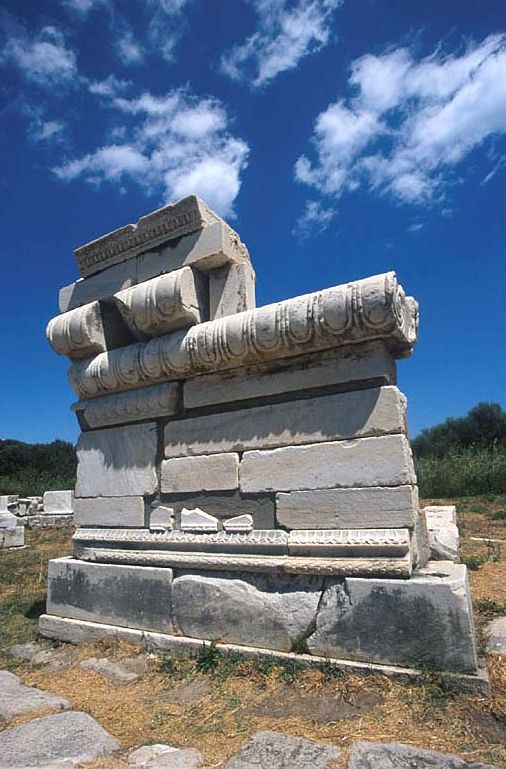
Сохранившийся фрагмент стены храма Геры на Самосе

Античные авторы называют Адмету дочерью правившего в Арголиде Еврисфея из рода Персеидов и его жены Антимахи. Согласно Псевдо-Аполлодору, царевна захотела получить пояс царицы амазонок Ипполиты, принадлежавший когда-то богу войны Аресу, и поэтому её отец отправил за поясом своего родича Геракла. Тот справился с миссией, совершив таким образом один из своих подвигов. Иоанн Цец пишет, что Адмета сопровождала Геракла в его походе за поясом Ипполиты на Понт Эвксинский.
Адмета упоминается и в «Пире мудрецов» Афинея. Согласно этому автору, она была вынуждена бежать из Арголиды на Самос и там стала жрицей богини Геры. Аргивяне наняли этрусских пиратов, чтобы те украли из самосского храма деревянное изваяние Геры; предполагалось, что местные жители обвинят в исчезновении статуи Адмету и убьют её. Однако пираты не смогли отплыть с изваянием на борту, а потому бросили его на берегу. Адмета, совершив очистительные обряды, вернула статую на место. Именно с этим событием самосцы связывают происхождение праздника Тоней, существовавшего в историческую эпоху.
Сохранилась античная ваза с чёрнофигурной росписью, на которой Адмета присутствует при передаче Гераклом Еврисфею эриманфского вепря.
В честь Адметы назван астероид (398) Адмета, открытый в 1894 году.